# Episodi di Little Voice
La prima e unica stagione della serie televisiva Little Voice è stata distribuita dal 10 luglio al 21 agosto 2020 sulla piattaforma di video on demand Apple TV+, in tutti i paesi in cui il servizio è disponibile.
| nº | Titolo originale      | Titolo italiano                 | Pubblicazione  |
| -- | --------------------- | ------------------------------- | -------------- |
| 1  | I Don't Know          | Non lo so                       | 10 luglio 2020 |
| 2  | I Will Survive        | Sopravviverò                    | 10 luglio 2020 |
| 3  | Dear Hope             | Cara speranza                   | 10 luglio 2020 |
| 4  | Love Hurts            | L'amore ferisce                 | 17 luglio 2020 |
| 5  | Quick, Quick Slow     | Veloce, veloce lento            | 24 luglio 2020 |
| 6  | Tell Her              | Diglielo                        | 31 luglio 2020 |
| 7  | Ghost Light           | Luce fantasma                   | 7 agosto 2020  |
| 8  | Sea Change            | Grande cambiamento              | 14 agosto 2020 |
| 9  | Sing What I Can't Say | Canto ciò che non riesco a dire | 21 agosto 2020 |

## Non lo so
- Titolo originale: I Don't Know
- Diretto da: Jessie Nelson
- Scritto da: Sara Bareilles e Jessie Nelson (storia); Jessie Nelson (sceneggiatura)

### Trama
- Durata: 36 minuti

## Sopravviverò
- Titolo originale: I Will Survive
- Diretto da: Christopher Storer
- Scritto da: Daniel Goldfarb

### Trama
- Durata: 32 minuti

## Cara speranza
- Titolo originale: Dear Hope
- Diretto da: Cherien Dabis
- Scritto da: Suzanne Heathcote

### Trama
- Durata: 26 minuti

## L'amore ferisce
- Titolo originale: Love Hurts
- Diretto da: Jessie Nelson
- Scritto da: Sara Bareilles, Jessica Lamour e Jessie Nelson (storia); Jessica Lamour e Jessie Nelson (sceneggiatura)

### Trama
- Durata: 32 minuti

## Veloce, veloce lento
- Titolo originale: Quick, Quick Slow
- Diretto da: Emma Westenberg
- Scritto da: Meghan Kennedy

### Trama
- Durata: 30 minuti

## Diglielo
- Titolo originale: Tell Her
- Diretto da: Jessie Nelson
- Scritto da: Karen Leigh Hopkins e Jessie Nelson

### Trama
- Durata: 33 minuti

## Luce fantasma
- Titolo originale: Ghost Light
- Diretto da: Jessie Nelson
- Scritto da: Meghan Kennedy e Cirocco Dunlap

### Trama
- Durata: 35 minuti

## Grande cambiamento
- Titolo originale: Sea Change
- Diretto da: Bart Freundlich
- Scritto da: Meghan Kennedy e Jessie Nelson

### Trama
- Durata: 27 minuti

## Canto ciò che non riesco a dire
- Titolo originale: Sing What I Can't Say
- Diretto da: Jessie Nelson
- Scritto da: Karen Leigh Hopkins, Jessie Nelson e Meghan Kennedy

### Trama
- Durata: 32 minuti